# Leonard J. Farwell

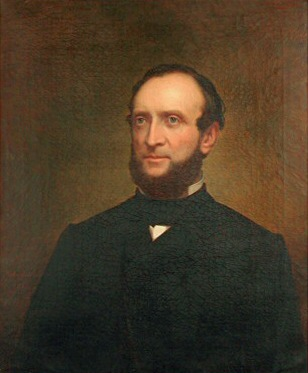
Leonard J. Farwell

Leonard James Farwell (* 5. Januar 1819 in Watertown, Jefferson County, New York; † 11. April 1889 in Grant City, Missouri) war ein US-amerikanischer Politiker und von 1852 bis 1854 der zweite Gouverneur des Bundesstaates Wisconsin.

## Frühe Jahre
Im Alter von 19 Jahren kam Farwell nach Lockport in Illinois, wo er als Blechner arbeitete. Nach einem weiteren Umzug in das Wisconsin-Territorium erwarb er in der Gegend der Hauptstadt Madison einen großen Landbesitz. Sogar die Hälfte der Fläche des Stadtgebiets von Madison war in seinem Besitz. Er war am Aufbau des Straßennetzes und der öffentlichen Gebäude dieser Stadt ebenso beteiligt wie an der Gründung der Wisconsin Historical Society und der landwirtschaftlichen Vereinigung von Wisconsin. Er engagierte sich zudem beim Aufbau des öffentlichen Schulsystems und der University of Wisconsin.

## Gouverneur von Wisconsin
Im Jahr 1851 wurde er als Kandidat der Whigs zum zweiten Gouverneur von Wisconsin gewählt, wobei er lediglich einen Prozentpunkt Vorsprung vor dem Demokraten Don A. Upham hatte. Farwell trat seine zweijährige Amtszeit am 5. Januar 1852 an. In dieser Zeit wurde in Wisconsin ein neues Bankensystem aufgebaut und der Wisconsin Supreme Court als unabhängiges Gericht etabliert. Farwell bemühte sich auch, den Staat für Einwanderer attraktiver zu machen. Während seiner Amtszeit wurde in Wisconsin die Todesstrafe ausgesetzt. Nachdem er auf eine Wiederwahl im Jahr 1853 verzichtet hatte, schied er am 2. Januar 1854 aus seinem Amt aus.

## Weiterer Lebenslauf
1857 bewarb er sich erfolglos um einen Sitz im Stadtrat von Madison. Im gleichen Jahr wurde er Opfer der Wirtschaftskrise jener Zeit und verlor einen großen Teil seiner Besitzungen. Zu Beginn des Bürgerkrieges war Farwell Vizepräsident einer Vereinigung zur Versorgung der Soldaten aus Wisconsin. Von 1863 bis 1870 arbeitete er in Washington, D.C. als Angestellter im Bundespatentamt. Am 14. April 1865 war er Augenzeuge des Attentats auf Präsident Abraham Lincoln im Ford’s Theatre und war anschließend der Erste, der Vizepräsident Andrew Johnson über den Anschlag informierte. Im Jahr 1870 eröffnete er in Chicago eine eigene Patentagentur, die aber beim großen Feuer am 9. Oktober 1871 abbrannte. Danach zog er nach Grant City in Missouri, wo er im Jahr 1889 verstarb. Leonard Farwell war mit Francis A. Cross verheiratet, mit der er drei Kinder hatte.